# Nativizmus (pszichológia)
A nativizmus (vagy innátizmus) latin eredetű szó, olyan pszichológiai, bölcseleti irányzatot jelent, amely szerint az embernek vannak vele született eszméi, képességei vagy készségei, amelyekkel születése után azonnal rendelkezik és ami segít neki értelmezni a világot.
A nativizmus ellentétben áll a korai empirizmus naiv eszméivel, a pszichológiai tabula rasa irányzattal, s nem kis részt utóbbi kritikájaként jött létre; a korai empiristák szerint minden ember a tanulásra való képességgel, de előre meghatározott eszmék, vagy készségek, nélkül születik, és a tapasztalat, tehát a környezet meghatározó szerepet tölt be a tanulásban és fejlődésben (A nativizmus ellentéte a szociáldeterminizmus, amely szerint a környezeti hatások szerepe kizárólagos).

## Története
A nativisták szerint bizonyos eszmék vagy preferenciák velünk születnek. Például egyes nativisták úgy vélték, hogy bizonyos tulajdonságok (morális alapértékek, színpreferenciák stb.) velünk születettek. A nativisták másik elmélete szerint a természet specializált tanulási képességekkel, ún. csomagokkal lát el minden embert. Ezek a kognitív modulok teszik lehetővé pl. a gyermekek számára, hogy könnyen és gyorsan megtanulják, jelentős külső segítség nélkül, beszélni anyanyelvüket, míg az írás és olvasás elsajátítása - ugyanazon a nyelven - hosszabb időt és jelentős erőfeszítést igényel.
A nativista filozófia részben John Locke és David Hume szélsőségesen empirikus nézeteire adott válaszként fejlődött ki.
A német Immanuel Kant (1724-1804) vetette fel A tiszta ész kritikája (1781) című művében, hogy az emberi elme olyan veleszületett, a priori ítéletekkel rendelkezik, amelyek nem a megismerésből származnak. Kant szerint minden ember, születésétől fogva, képes térben és időben is elhelyezni a tárgyakat, vagyis ezek az érzékek velünk születnek.
Még korábban, René Descartes Isten létének igazolása során felvetette, hogy az ember vele született eszmékkel (idea innata) rendelkezik, ezek egyike Isten eszméje is.

## Nyelvelsajátító berendezés
A modern filozófusok közül a nativizmus leginkább Jerry Fodor, Noam Chomsky és Steven Pinker munkásságval kapcsolódik össze, akik kialakították a velünk született kognitív modulok elméletét. A kognitív modul egy genetikailag kódolt, örökölt pszichológiai képesség, amely lehetővé teszi bizonyos készségek (mint például a beszéd) elsajátítását.
Chomsky dolgozta ki a nyelvelsajátító eszköz (Language Acquisition Device, LAD) elméletét, amely szerint a nyelv egy speciális fakultás, amely nem függ egyéb kognitív vagy perceptuális folyamatoktól, hanem bizonyos - egyetemes és örökölt - nyelvtani kategóriák felhasználásán és a környezettől függő paraméterek beállításán alapul.
Pinker érvelése szerint az alapvető szintaktikai kategóriák és néhány „összekötő szabály”, amely ezeket a szintaktikai kategóriákat a szavak tematikus szerepéhez köti, szintén velünk született. A szavak jelentése alapján a gyermek ki tudja következtetni a szó szintaktikai funkcióját.

## Nyelvtani, nyelvi vonatkozásai
Egy másik ilyen elképzelés az egyetemes nyelvtan elmélete, amely egyetemes nyelvtani kategóriákra és paraméterekre épül. A paramétereket általában „ha egy nyelvnek van X nyelvtani sajátossága, akkor biztosan van egy Y nyelvtani sajátossága is” kijelentések „formájában vannak megfogalmazva, vagy például egy nyelvnek biztosan van vagy X vagy Y nyelvtani tulajdonsága, de sosem mindkettő egyszerre”. Ezek szerint a gyermek dolga lényegileg annyi, hogy a paramétereket a környezeti inputnak megfelelően beállítja az elméjében és a tanult szókincset nyelvtanilag helyesen tudja majd felhasználni.
Az elméletet a kreol nyelvek vizsgálata ihlette. A pidzsin nyelveket közös nyelvi háttérrel nem rendelkező, de egymással valamilyen (pl. kereskedelmi) okok miatt beszélni kívánó csoportok fejlesztik ki. Ezek jellemzően redukált nyelvek - egyszerűbb szintaxis, morfológia, fonológiai változatok, kölcsönzött szavak jellemzik - de mégis rendelkeznek belső, önálló szabályszerűségekkel. A pidzsin nyelvekből alakulhatnak ki a kreol nyelvek, amelyek már egy új generáció anyanyelvévé válnak és amelyeket gazdag morfológia, szintaxis, szabályozott fonológia, a szókészlet bővülése jellemez.
Hozzájárult még a gyermekek nyelvfejlődésének vizsgálata, amelynek során kimutatták, hogy hiányos vagy nem megfelelő stimulus (ingerszegény környezet) is elegendő, hogy a gyerekek megtanulják az anyanyelvüket.A gyermeki nyelvtanulás során elfogadott, hogy fajspecifikus genetikai adottságok teszik lehetővé a nyelvelsajátítást, de a nativista (vagy innátista) érvelés szerint a genetikai adottságok nyelvspecifikusak, tartalmi jellegűek, a kulturális közeg szerepe minimális.

## Szociális vonatkozásai
A szociális nativizmus keretébe sorolható nézetek szerint a fejlődő emberi lénynek megvan az a veleszületett képessége, hogy a társas kapcsolatokon keresztül, azok révén fejlődjön. A csecsemők és anyjuk dialógus általi interakciója jóval a beszéd kialakulása előtt létrejön, míg az újszülöttek veleszületett érzékenységét mutatja az emberi kapcsolatok iránt, hogy tekintetük jóval gyakrabban irányul a látóterükbe került emberi arcra, mint más tárgyakra (preferenciális nézési paradigma). A csecsemők korai utánzó képessége is veleszületett, szociális és kommunikációs funkciót betöltő képesség.

## Fordítás
- Ez a szócikk részben vagy egészben  a   Psychological nativism című angol Wikipédia-szócikk fordításán alapul.  Az eredeti cikk szerkesztőit annak laptörténete sorolja fel. Ez a jelzés csupán a megfogalmazás eredetét és a szerzői jogokat jelzi, nem szolgál a cikkben szereplő információk forrásmegjelöléseként.